# Авиационная улица (Екатеринбург)
Авиацио́нная у́лица (до 1938 — 7-я Загородная) — улица в жилом районе «Южный» Чкаловского и Ленинского (дома западнее улицы Серова) административных районов Екатеринбурга.

## Происхождение и история названий
Первоначальное название 7-я Загородная улица получила потому, что на момент планирования её трассировки она находилась за городской чертой и входила в систему семи Загородных улиц, находившихся южнее современной улицы Большакова. Своё современное название улица получила в 1930-х годах, возможно, из-за близости со старым Уктусским аэропортом, находившимся на расстоянии менее километра, на месте нынешнего микрорайона Ботанический).

## Расположение и благоустройство
Авиационная улица идёт с запада на восток параллельно улице Циолковского. Начинается от пересечения с Московской улицей и заканчивается у Т-образного перекрёстка с улицей Белинского. Пересекается с улицами Айвазовского, Серова, 8 Марта и Чайковского. Слева на улицу выходят улицы Союзная, Степана Разина и Чапаева, справа улицы Сурикова и Уктусская. Протяжённость улицы составляет около 2000 метров. Ширина проезжей части в среднем — около 7 м (по одной полосе в каждую сторону движения). На участке между улицами 8 Марта и Белинского движение одностороннее, в восточном направлении.
На протяжении улицы имеются четыре светофора, нерегулируемых пешеходных переходов не имеется. С обеих сторон на участке между улицами 8 Марта и Белинского улица оборудована тротуарами, на остальных участках тротуаров не имеется.

## История
Улица была предусмотрена ещё планом Екатеринбурга 1826 года, но была безымянной. Все последующие генеральные планы города также предусматривали на её месте трассировку улицы. К началу XX века получила номерное название 7-я Загородная. Застраивалась улица гораздо позднее — уже в 1930-х годах, только по чётной стороне. На плане города 1947 года показана застройка улицы с двух сторон на участке между улицами Московской и 8 Марта, а также между улицами Чайковского и Белинского. Между улицами 8 Марта и Чайковского была застроена только чётная сторона улицы, а на нечётной стороне располагался городской питомник.
В 1960-х- 1970-х годах участок улицы между улицами 8 Марта и Белинского был застроен среднеэтажными жилыми домами типовых серий, в 2000-х годах между улицами 8 Марта и Чапаева было возведено пять 16-этажных жилых домов.
К западу от пересечения с улицей 8-го Марта в 2000-х годах было положено начало крупно- и среднеэтажной застройки на месте бывшего частного сектора. Так в 2004 году на перекрестке с 8-Марта по нечетной стороне был возведен первый в этом секторе трехподъездный панельный 10-ти этажный дом. В 2010-х годах к нему был пристроен кирпичный 24-х этажный жилой комплекс, с юга доходящий до улицы Южная. В 2012 году по чётной стороне улицы было начато строительство нескольких 25-этажных жилых комплексов, а также начат процесс строительства здания СОШ № 18 реконструкции здания гимназии № 39. В 2020-х годах по нечетной стороне улицы начались работы по укладке городских коммуникаций (водоотведение, теплотрасса) на участке между улицами Союзная и Айвазовского для обеспечения застройки частного сектора в квартале от улицы Авиационной до Николая Островского. Начато строительство первого жилого комплекса на этом участке районе пересечения с Сурикова.
Согласно планам застройки жилого микрорайона «Юг-Центр» предусмотрено изменение трассировки улицы в части «спрямления» участка, находящегося между улицами Московская и Айвазовского. Пересечение с ул. Московская предполагается выполнить под прямым углом.

## Здания и сооружения
Вдоль улицы на 2023 год с Запада на Восток расположены следующие административные здания:
- Средняя общеобразовательная школа № 18 — Авиационная, д. 8
- Почтовое отделение № 130 — Авиационная, д. 69
- Средняя общеобразовательная школа № 102 — Авиационная, д. 70

Также в районе улицы Авиационная с Запада на Восток располагаются:
- Бывшее производственное здание фабрики «Одежда» — Айвазовского, 53 (в районе Авиационная, д. 4).
- Гимназия № 39 — Союзная, 26 (в районе Авиационная, д. 18)
- Здание ВГСО Урала — Степана Разина, 109 (в районе Авиационная, д. 48)

## Транспорт

### Наземный общественный транспорт
По улице проходят маршруты автобусов 12, 38, 42 на участке от 8 Марта до Степана Разина. Также недалеко от примыкания к улице Белинского находится
остановка «Авиационная»:
Автобус: № 05, 012, 36, 37, 40, 077, 083;
Троллейбус: № 1, 6, 9, 20 (рабочие дни), 35;

### Ближайшие станции метро
В 650 м севернее перекрёстка улиц 8 Марта-Авиационная находится станция метро  «Чкаловская», а в 900 м южнее перекрёстка улиц Белинского-Авиационная — станция  «Ботаническая».